# Idioma tanchangya
El Tanchangya es un idioma Indo-ario hablado por el pueblo Tanchangya de Bangladés. Está muy relacionado con el Chakma, Bengalí, Chittagonian, Asamés, Sylheti, y el Bishnupriya Manipuri.